# Iwate (miasto)
Iwate (jap. 岩手町 Iwate-machi) – miasto w Japonii, na wyspie Honsiu, w prefekturze Iwate. Według danych na rok 2020 miejscowość zamieszkiwało 12 285 mieszkańców , a gęstość zaludnienia wyniosła 34,1 os./km².